# Ganoderma neojaponicum
Ganoderma neojaponicum är en svampart som beskrevs av Imazeki 1939. Ganoderma neojaponicum ingår i släktet Ganoderma och familjen Ganodermataceae.   Inga underarter finns listade i Catalogue of Life.